# عکاشة بن محصن

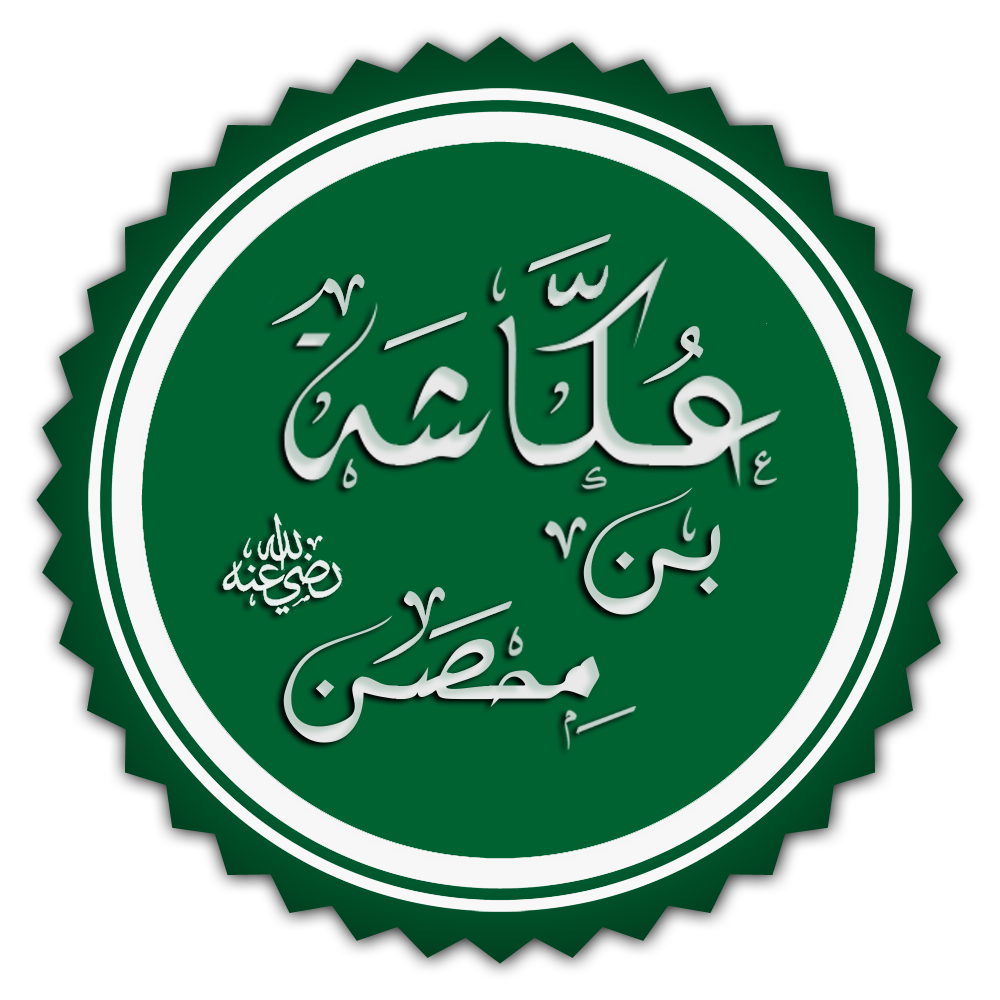

عکاشه بن محصن (به عربی: عکاشة بن محصن) از مهاجرین و از قبیله بنی اسد، کارگزار سرزمین سکاسک و سکون در اواخر عمر محمد پیامبر اسلام بود. عکاشه بن محصن از نخستین مسلمانانی بود که در اثر فشار قریش، به اجازهٔ پیامبر اسلام به مدینه هجرت کرد.